# Margaux Bonhomme
Pour les articles homonymes, voir Bonhomme.
Margaux Bonhomme, ou Tatiana Margaux Bonhomme, née à Paris en 1974, est une directrice de la photographie et réalisatrice française.  

## Biographie
Margaux Bonhomme, née à Paris en 1974, apprend la photographie et le reportage à la London Film School. Elle est directrice de la photographie pour plusieurs films, puis elle devient réalisatrice. Un Certain dimanche , son premier court-métrage réalisé en 2009, raconte une chronique amoureuse entre deux jeunes adolescentes. 
En 2012, La Voix de Kate Moss questionne l’image de la femme dans la publicité. En 2011, le documentaire Bel Canto suit un jeune handicapé qui veut devenir chanteur. En 2018, dans Marche ou crève, son premier long métrage de fiction, Margaux Bonhomme s'inspire de sa propre histoire pour parler du polyhandicap,,,,,.
Son film Marche ou crève obtient le prix public lors du festival international de cinéma de la ville de Mons,.
En 2024, elle adapte le roman Nos vies en l'air de Manon Fargetton en série télévisée diffusée à partir du 25 octobre 2024 sur France.tv Slash. Elle est coscénariste de la série de huit épisodes avec Victor Lockwood.

## Filmographie

### Réalisatrice
- 2009 : Un certain dimanche (court métrage, 13 min)[12].
- 2012 : La Voix de Kate Moss (court métrage, 16 min)[13],[14],[15].
- 2018 : Marche ou crève[16],[17],[18]

### Directrice de photographie
- 2004 : T.I.C. - Trouble involontaire convulsif de Philippe Locquet
- 2004 : La Vie aquatique de Wes Anderson - directrice de la photographie additionnelle (équipe du Marineland d'Antibes)
- 2006 : Contresens de Pierre-Alfred Richard (court métrage, 21 min)
- 2006 : Demande pas la lune ! de Gilles Maillard (court métrage, 38 min)
- 2006 : Ming d'or de Jennifer Devoldère (court métrage, 14 min)

### Scénariste
- 2024 : Nos vies en l'air de Jonathan Cohen-Berry et Anthony Jorge (coscénariste avec Victor Lockwood)

## Distinctions
- Festival international du film de Saint-Jean-de-Luz, prix d'interprétation féminine, 2018, pour Marche ou crève[19],[20].
- Prix Sélection Lycées au 12e Festival du film court francophone de Vaulx-en-Velin, pour Un Certain dimanche[12]
- Prix spécial du jury au Fest'Afilm de Montpellier, pour La Voix de Kate Moss[15].